# Paris-Roubaix 1975
Paris-Roubaix 1975 a fost a 73-a ediție a Paris-Roubaix, o cursă clasică de ciclism de o zi din Franța. Evenimentul a avut loc pe 13 aprilie 1975 și s-a desfășurat pe o distanță de 277,5 de kilometri de la Compiègne până la velodromul din Roubaix. Câștigătorul a fost Roger De Vlaeminck din Belgia de la echipa Brooklyn.

## Rezultate
| Loc | Concurent                | Echipă                         | Timp       |
| --- | ------------------------ | ------------------------------ | ---------- |
| 1   | Roger De Vlaeminck (BEL) | Brooklyn                       | 6h 52' 04" |
| 2   | Eddy Merckx (BEL)        | Molteni–RYC                    | + 0"       |
| 3   | André Dierickx (BEL)     | Rokado                         | + 0"       |
| 4   | Marc Demeyer (BEL)       | Carpenter–Confortluxe–Flandria | + 0"       |
| 5   | Francesco Moser (ITA)    | Filotex                        | + 2' 41"   |
| 6   | Freddy Maertens (BEL)    | Carpenter–Confortluxe–Flandria | + 2' 41"   |
| 7   | Roger Swerts (BEL)       | IJsboerke–Colner               | + 5' 13"   |
| 8   | Walter Godefroot (BEL)   | Carpenter–Confortluxe–Flandria | + 7' 44"   |
| 9   | Guido Van Sweevelt (BEL) | Maes Pils–Watney               | + 9' 19"   |
| 10  | Gerben Karstens (NED)    | Gitane–Campagnolo              | + 10' 33"  |